# سفارت روسیه در هاوانا
سفارت روسیه در هاوانا (به اسپانیایی: Embajada de Rusia en Cuba) یک سفارت در کوبا است که در هاوانا واقع شده‌است.